# Violgloxinia
Violgloxinia (Gloxinia perennis) är en art i familjen gloxiniaväxter från Colombia, Brasilien och Peru. I Sverige förekommer den som krukväxt.

## Synonymer
- Escheria gloxiniaeflora Regel nom. nud.
- Eucolum crassifolium Salisb.
- Gloxinia bicolor Poepp. ex Hanst.
- Gloxinia heterophylla Poepp.
- Gloxinia maculata L'Hér.
- Gloxinia pallidiflora Hook.
- Gloxinia suaveolens Decne.
- Gloxinia trichantha Miq.
- Gloxinia trichotoma Moench
- Martynia perennis L.
- Salisia gloxiniiflora Regel nom. superfl.
- Salisia maculata (L'Hér.) Regel
- Salisia pallidiflora (Hook.) Regel
- Salisia suaveolens (Decne.) Regel